# Marcel Rasquin
Marcel Rasquin, né le 11 septembre 1977, est un producteur, scénariste et réalisateur vénézuélien.

## Biographie
Il étudie la communication à l'université catholique Andrés-Bello de Caracas, puis poursuit ses études (postgraduate) au Victorian College of Arts, en Australie. Il a sa propre émission de radio et travaille dans la publicité lorsqu'il est à l'université. Ses premiers courts-métrages Easier Rider, Ring et Happy endings gagnent des prix dans des festivals étrangers. Son premier long-métrage, Hermano, sorti en 2010 gagne le grand prix Saint-Georges d'or du Festival international du film de Moscou en 2010 et a été présenté par le Venezuela pour représenter le pays pour l'Oscar du meilleur film international à la 83e cérémonie des Oscars, mais n'a pas été retenu. Il est sélectionné à Montréal, Varsovie, Shanghai et à Viña del Mar et il est primé au Festival Latino de Los Angeles.
Marcel Rasquin vit avec l'actrice vénézuélienne Prakriti Maduro. Il est devenu l'un des réalisateurs de films publicitaires les plus importants du Venezuela.

## Filmographie
- Happy ending (2004, court-métrage)
- Como se mata uno (2008, court-métrage)
- Hermano (2010)
- Así me desconecto (2011, court-métrage)
- Abous Argenis (2013)